# Mathematical Reviews
Mathematical Reviews – elektroniczna baza, a także periodyk wydawany przez Amerykańskie Towarzystwo Matematyczne (AMS). Zawiera streszczenia (a w wyjątkowych przypadkach także oceny) wielu publikacji z matematyki, statystyki i informatyki teoretycznej. Publikacje rozpoczęto w 1940 r. z zamiarem dostarczenia streszczeń wszystkich publikacji matematycznych. 
W 2006 baza danych zawierała informacje o ponad 1,7 milionie artykułów naukowych, z  1800 czasopism naukowych. Streszczenia zostały opracowane przez ponad 12 tysięcy aktywnych recenzentów (autorzy streszczeń to matematycy aktywni w badaniach naukowych, czasami sugerowani przez edytorów, innych recenzentów lub wolontariusze).